# Centre de maintenance des tramways de Gières
Le centre de maintenance des tramways de Gières est un centre de remisage et de maintenance des rames du tramway de Grenoble. Installé depuis 2005 à Gières, entre la rocade sud et l'Isère, il est historiquement le second centre de maintenance des tramways de la métropole de Grenoble après celui d'Eybens.

## Installations
Le site a été mis en service le 2 décembre 2005 pour effectuer la maintenance des tramways Citadis et TFS des lignes de tramway  B, C, D et E. Installé devant le terminus de la ligne B du tramway, il abritait avant la création de la ligne E du tramway 35 rames citadis et 17 rames TFS. Avec l'arrivée de la ligne E, 66 rames occupent les voies de remisage qui représentent environ la moitié des 27 000 m2 du bâtiment.
En dehors de cette fonction, il est aussi équipé pour les réparer, à l'aide de voies sur fosses pour l'entretien des bogies notamment et de passerelles permettant d'accéder aux éléments situés en toiture. Toutes les réparations sont possibles, carrosserie, peinture, électricité, changement de vitres ou de sièges, usinage des roues. Cependant, les rames TFS ne sont que remisées mais pas réparées car le centre de Gières ne possède pas certains matériels spécifiques à ces rames TFS, mais que possède le centre de maintenance d'Eybens.
En 2014 et 2015, les nouvelles rames de la ligne E, entièrement rénovées à Clermont-Ferrand, ont eu cependant leurs phares à LED montés dans ce centre de maintenance. À ses côtés, existe à l'extérieur une voie d'essais des tramways longue de 220 mètres, le long de l'Isère.

## Composition du centre de maintenance

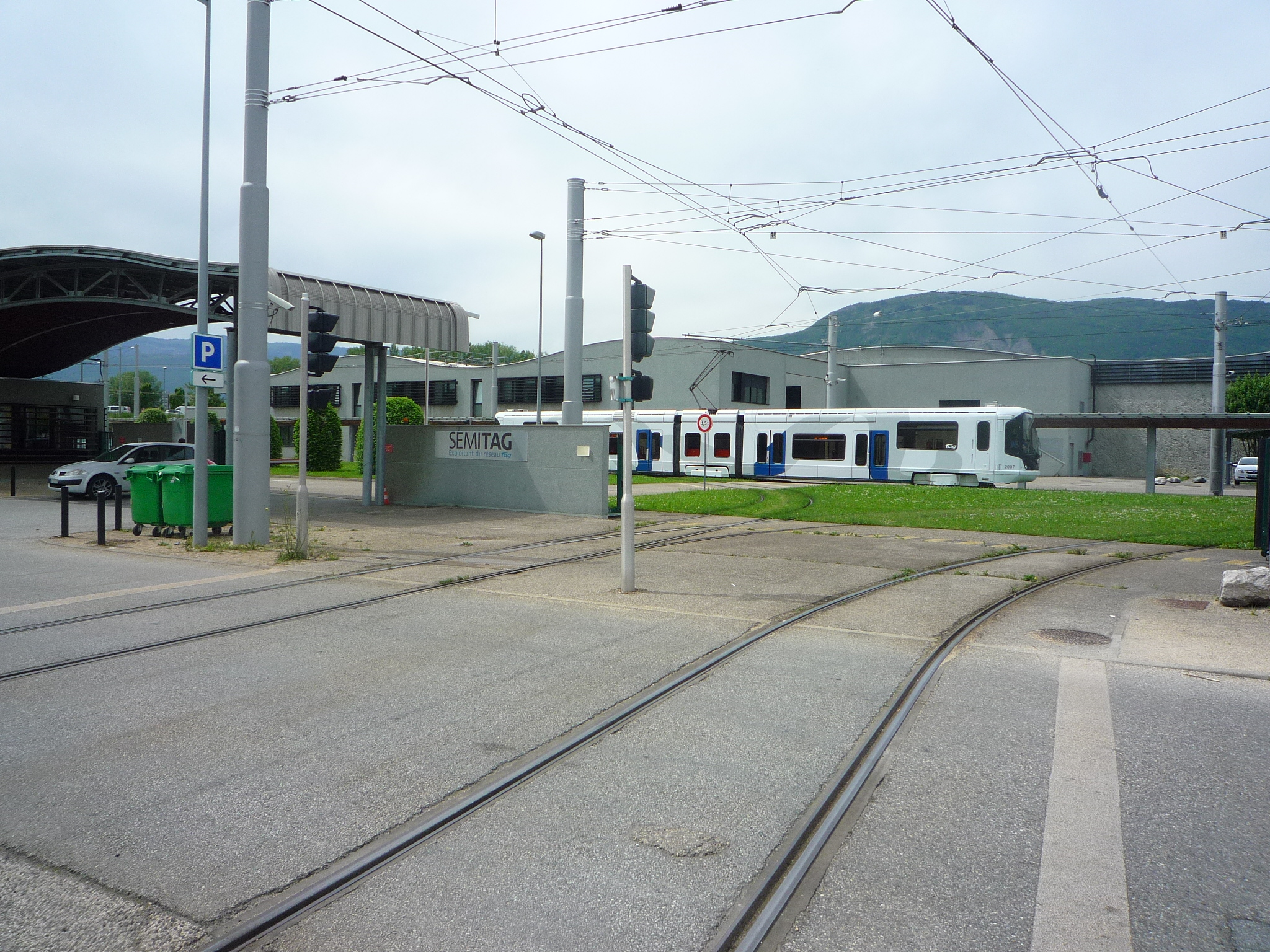
Tramway circulant dans le dépôt

Le centre de maintenance regroupe plusieurs éléments comme le centre de remisage où sont garées les rames en fin de service, ainsi que la station de lavage, où, le soir, les rames sont nettoyées par un aspirateur géant à l’intérieur et par des rouleaux à l’extérieur, au rythme d'un lavage extérieur toutes les semaines, le lavage intérieur étant effectué quotidiennement.
De plus, ce centre contient les ateliers de réparation, où les rames suivent une maintenance préventive ou corrective assurée sur des voies équipées de fosses et de passerelles, ainsi que le tour en fosse, où sont reprofilées les roues du tramway sans démontage, tous les 20 000 km environ, de façon à assurer la bonne tenue des organes de roulement et limiter les nuisances sonores en service.
Enfin, des locaux administratifs réservés au personnel sont présents avec le poste de commandement du tramway, qui contrôle 24h/24h la circulation des rames sur le site.

## Architecture
Les couvertures métalliques des toits des deux édifices espacés d'une vingtaine de mètres, créent un effet de vagues sur les 15 000 m2 de l'atelier ainsi que sur les 13 000 m2 du centre de remisage. Ce système de toiture concave en forme de vagues a été mis en place pour la première fois par la société Kalzip.

## Déplacements pour les prises de service
À partir de ce centre de maintenance, le déplacement le plus court pour la prise de service d'une rame de tramway est celui concernant le terminus Plaine des sports de la ligne B, situé à soixante mètres, et le plus lointain est celui concernant le terminus Palluel de la ligne E, distant de 17,4 kilomètres.

## Visites du centre
Régulièrement, le public peut visiter ce centre de maintenance lors de journées portes ouvertes organisées par la chambre de commerce et d'industrie de Grenoble.